# Tania Mallet
Tania Mallet (Blackpool, 19 de mayo de 1941-Margate, 30 de marzo de 2019) fue una modelo y actriz británica, reconocida por su papel de Tilly Masterson en la película Goldfinger (1964) de la saga del agente secreto James Bond.

## Carrera

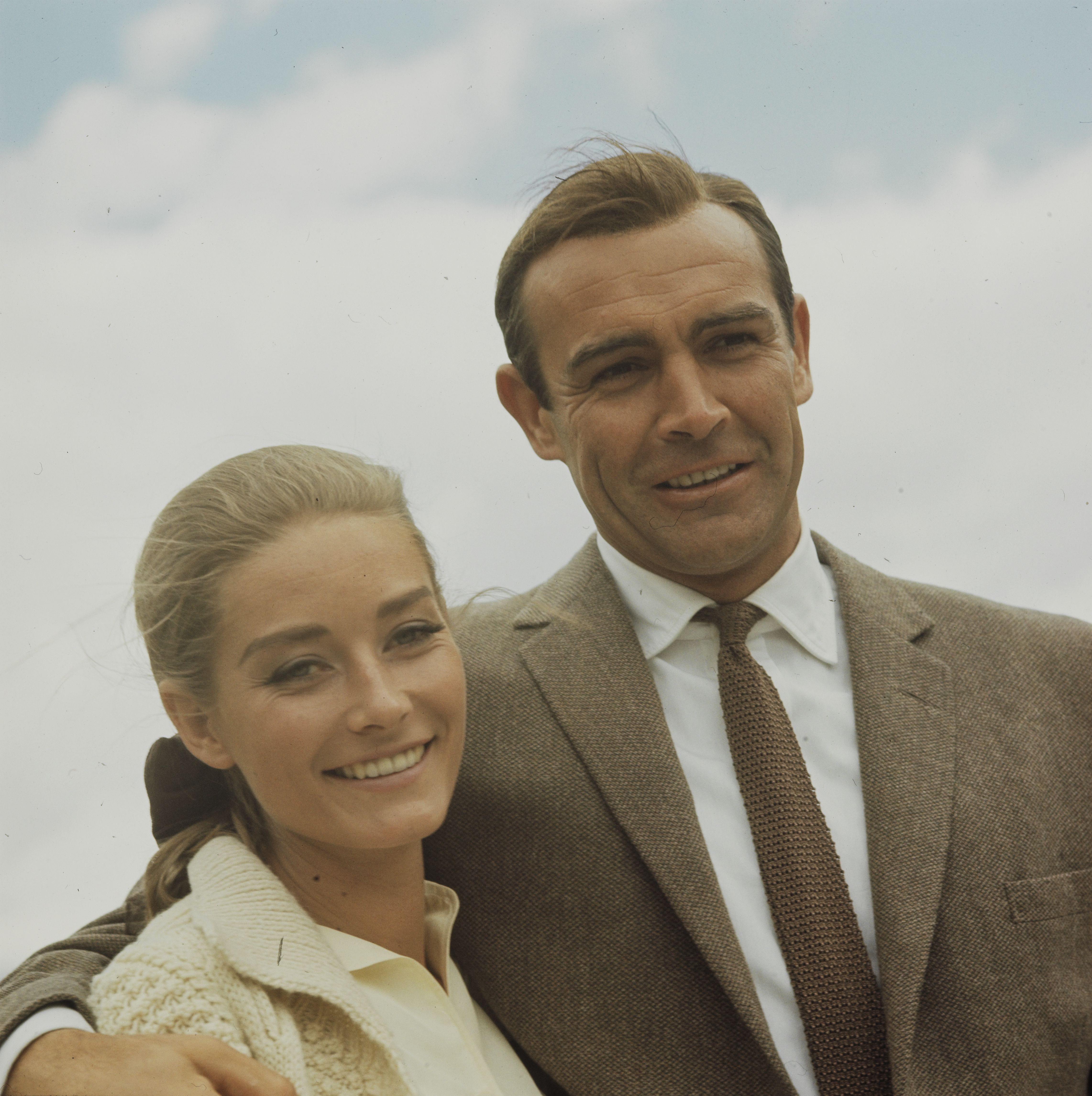
Sean Connery y Tania Mallet en 007 Goldfinger.

Tania Mallet nació en Blackpool, de padre inglés y madre rusa. Era prima de la reconocida actriz Helen Mirren. Mallet ingresó en la Academia de Modelaje de Lucy Clayton y empezó a trabajar como modelo desde los 16 años.
De acuerdo a la misma Mallet, se le ofreció el papel de Tilly Masterson cuando alguien envió una foto suya en bikini al productor de la saga Bond, Albert R. Broccoli. El personaje muere en la película cuando Oddjob (Harold Sakata) le lanza su sombrero de acero.
Mallet llamó la atención de Broccoli desde antes de la grabación de Goldfinger: fue probada para el papel de Tatiana Romanova en From Russia with Love. Aunque su madre es rusa, Mallet no recibió el papel, supuestamente por su marcado acento británico. Paradójicamente, la voz de la actriz italiana Daniela Bianchi, que finalmente encarnó a Tatiana, tuvo que ser doblada para la película por su marcado acento italiano.
Pese al gran éxito logrado con Goldfinger, Mallet no pudo obtener más papeles importantes en la pantalla, por lo que se dedicó de nuevo al modelaje.

## Filmografía
- Goldfinger (1964) - Tilly Masterson